# Неврохимия
Неврохимията е интердисциплинарна научна област, която съчетава невронаука и химия и изследва химическите вещества, контролиращи и влияещи на физиологията на нервната система, включително невротрансмитерите, психоактивните вещества и невропептидите, и тяхното въздействие върху невроните, синапсите и нервните мрежи. Неврохимиците анализират биохимията и молекулярната биология на органичните съединения в нервната системя и тяхната роля в нервни процеси, като невропластичност, неврогенеза и нервна диференциация.